# 約翰·古斯塔夫·德羅森
約翰·古斯塔夫·伯恩哈特·德羅森（Johann Gustav Bernhard Droysen，1808年7月6日—1884年6月19日）是德國歷史學家。他的《亞歷山大大帝史》是代表德國歷史思想新學派的第一部作品，該思想理想化了所謂的“英雄”所擁有的權力。